# Parathesis melanosticta
Parathesis melanosticta är en viveväxtart som först beskrevs av Diederich Franz Leonhard von Schlechtendal, och fick sitt nu gällande namn av William Botting Hemsley. Parathesis melanosticta ingår i släktet Parathesis och familjen viveväxter. Inga underarter finns listade i Catalogue of Life.